# Peter Newell
Peter Newell (1862-1924) est un illustrateur américain.

## Biographie
Il est né le 5 mars 1862 dans une petite ville de l'Illinois. En mai 1880 il est embauché pour de la retouche photo dans un studio de Jacksonville. Trois ans plus tard il s'installe à New York et suit les cours de la Art Students League et publie ses premiers dessins humoristiques dans le New York Graphic et le Harper's Bazaar.
Il revient en Illinois en 1884 et ouvre son propre studio. Il épouse Leona Dow Ashcraft l'année suivante ; le couple fait la navette avec New York où Newell continue de suivre des cours. Ils ont une fille en 1887 et vivent pendant un an à Colorado City ; puis ils déménagent à Chicago où nait leur seconde fille en 1889 et s'installent à New York. C'est là qu'ils ont leur troisième enfant, un fils en 1892.
En 1893 la famille déménage à Leonia, une petite ville au cadre bucolique, dans l'état du New Jersey où il se fait construire une maison dont un étage est occupé par un grand studio. Sous son impulsion la ville devient une véritable colonie artistique et attire de nombreux talents. Une École de l'illustration est ouverte en 1915 et animée par Harvey Dunn et Charles Chapman. Ses deux filles épouseront des illustrateurs. Newell participe activement aussi à la vie politique locale.
Il fait de nombreux voyages d'étude en Europe et en Nouvelle-Angleterre dont il rapporte des aquarelles et des peintures à l'huile de paysages.
Il perd son fils pendant la première guerre mondiale. La famille quitte Leonia en 1923 et s'installe dans le Queens. Newell décède l'année suivante à l'âge de 61 ans.

## Son œuvre
Il illustre en 1901 une édition d'Alice au pays des merveilles. Newell créa également pour le New York Herald The Naps of Polly Sleepyhead (Les Petites Siestes de Polly), d'une intrigue proche de Little Nemo in Slumberland (par Winsor McCay).
Ses ouvrages les plus connus sont Topsys and Turvys (1893) un recueil de poèmes et d'images qui pouvaient être vus et lus à l'endroit ou à l'envers, The Hole Book (Le Livre troué) (1908) qui avait littéralement un trou au centre de chaque page pour indiquer le chemin d'une balle, The Slant Book (Le Livre en pente) (1910) qui prenait la forme d'un rhomboïde littéralement incliné et racontait l'histoire d'une poussette qui descendait une pente et The Rocket Book (Le Livre fusée) (1912) qui permettait de suivre comment une fusée lancée depuis le sous-sol d'un immeuble traversa tous les étages. Les trois premiers livres, au principe révolutionnaire, furent brevetés par Newell.
Chacun de ses albums pour enfants illustre un principe annonçant les premières bandes dessinées.
Il a trop souvent recours aux moqueries raciales, à la mode à son époque, qui rendent la lecture de certaines pages peu attractive.

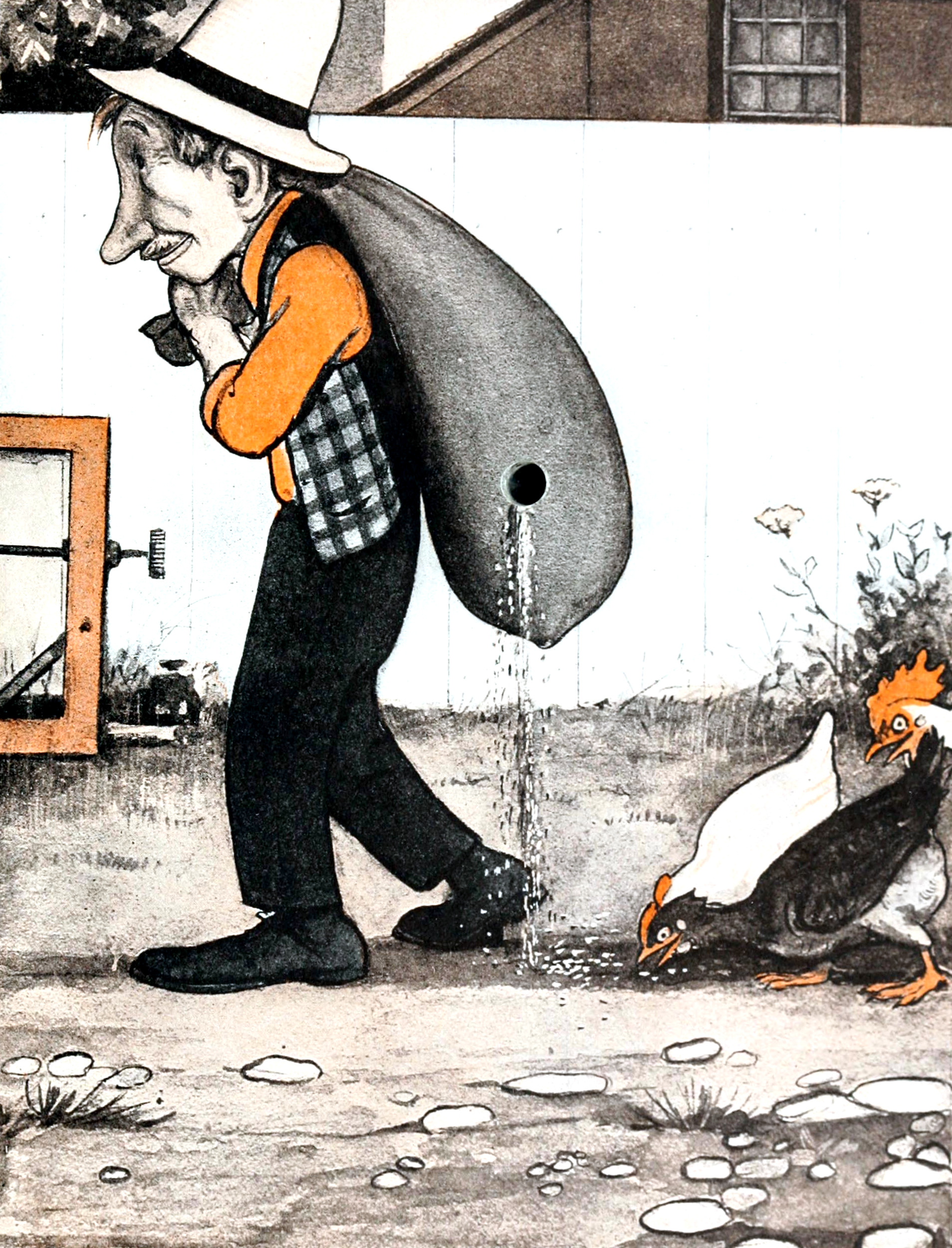
Illustration de The Hole Book
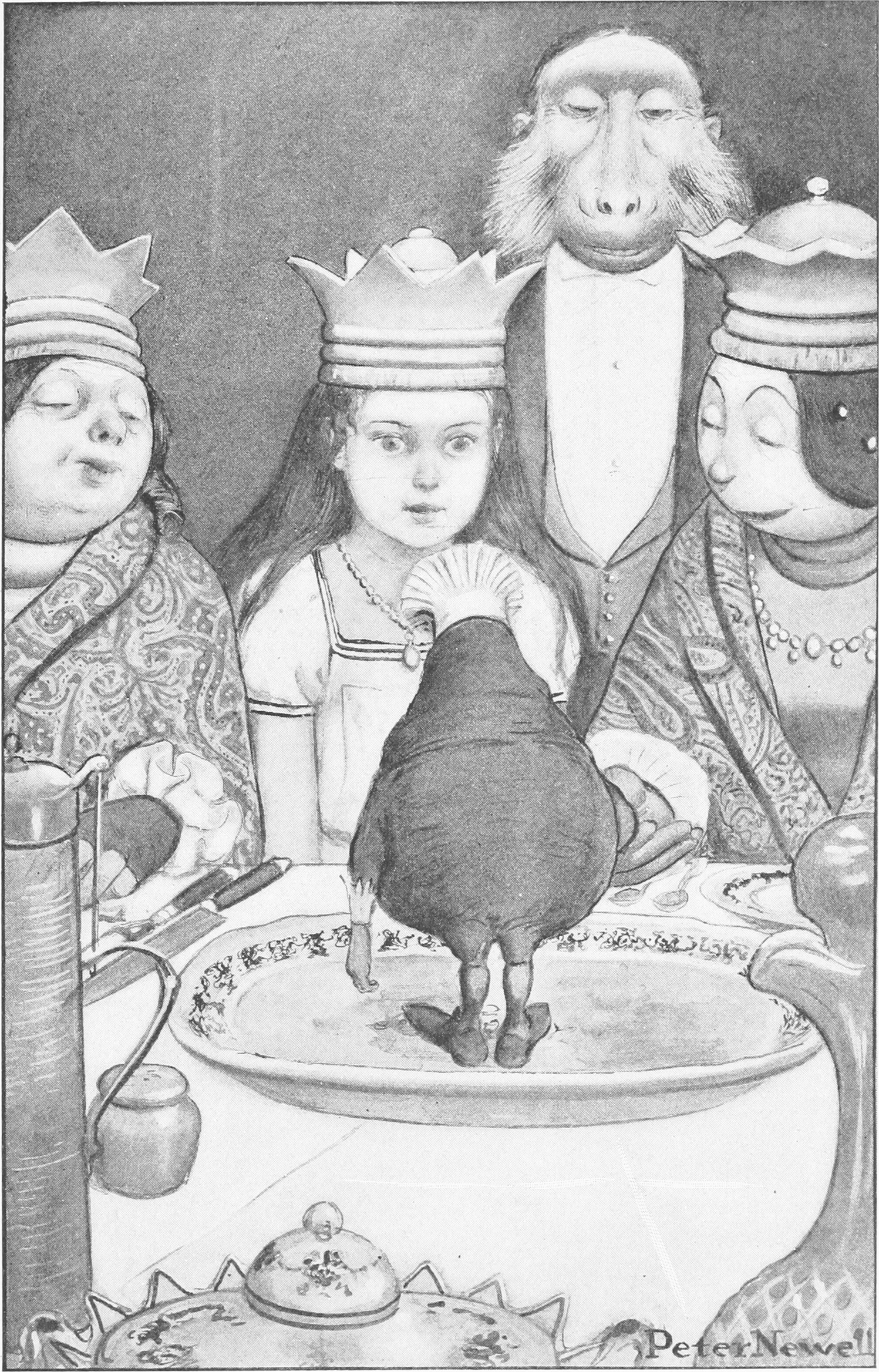
Illustration de Alice aux pays des merveilles
Illustration de The Rocket Book
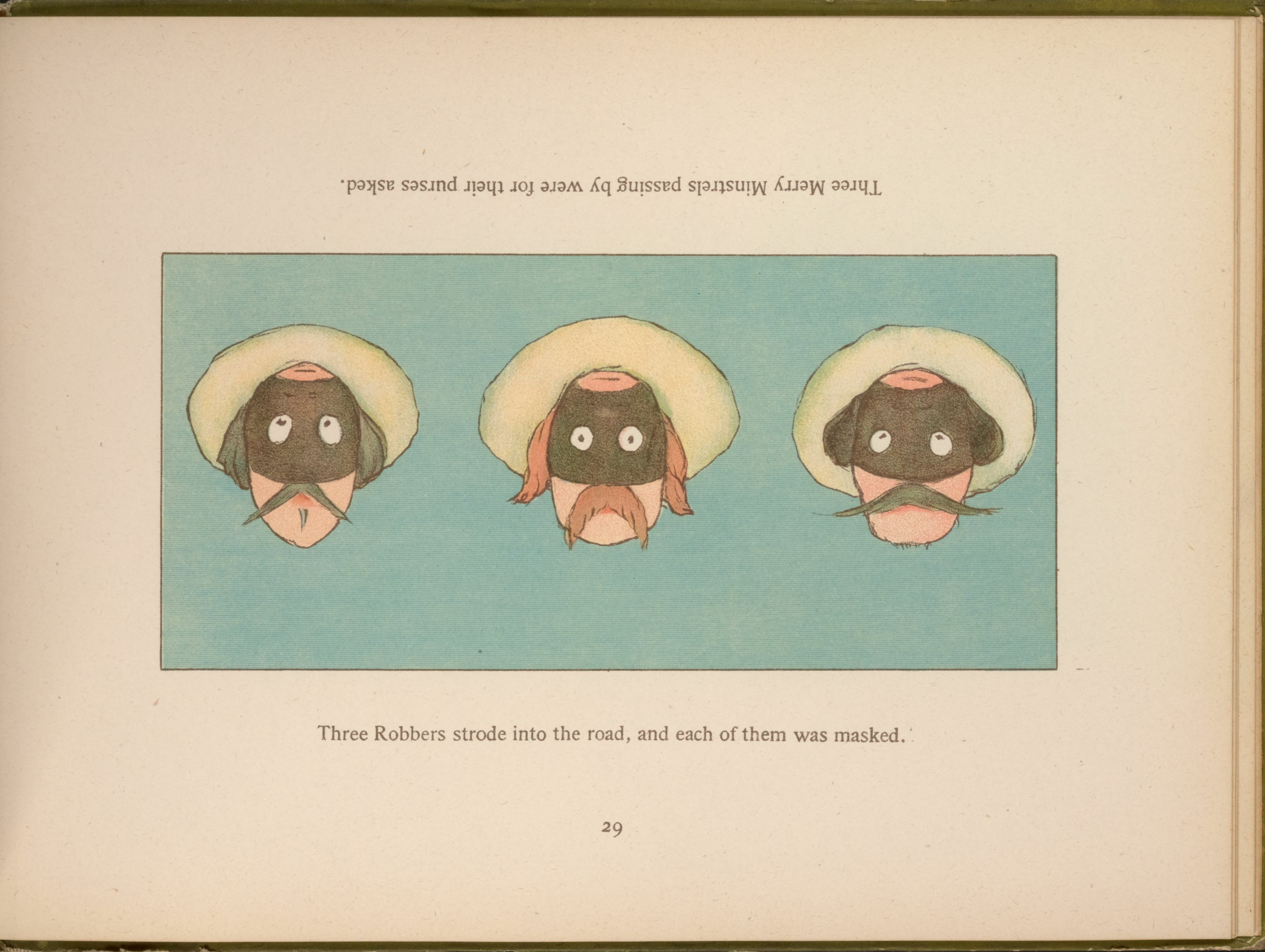
Illustration de Topsys and Turvys
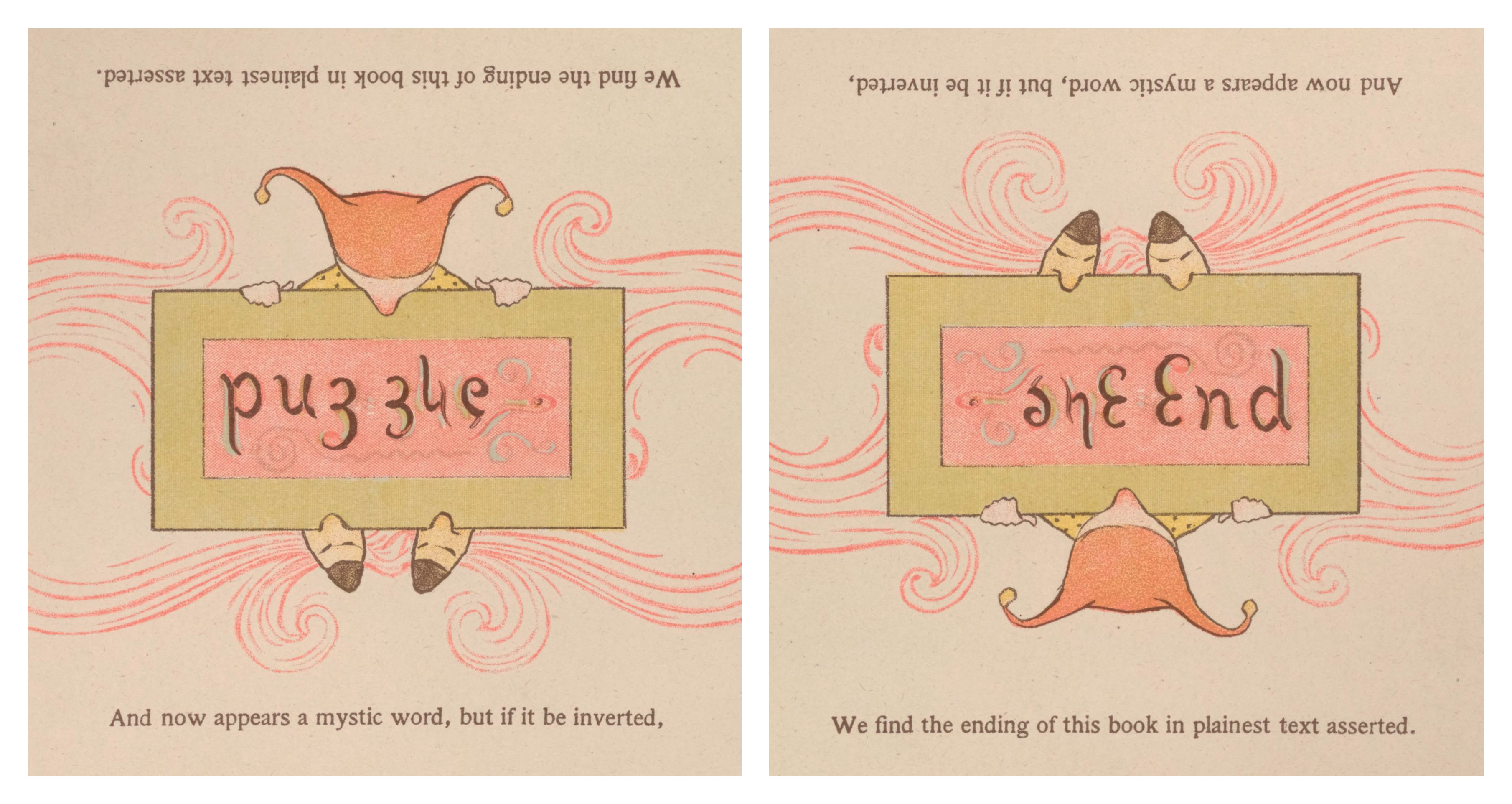
Ambigramme de Topsys and Turvys, 1893.